# Фомины (Кировская область)
 Фомины  — деревня в Лебяжском районе Кировской области.

## География
Расположена на расстоянии примерно 17 км на юг от райцентра поселка  Лебяжье.

## История
Известна с 1891 года, в 1905 здесь (починок Малый Рын или Фомины) дворов 37 и жителей 277, в 1926 42 и 214, в 1950 39 и 142, в 1989 оставалось 38 человек. Настоящее название утвердилось с 1939 года.  В период 2006-2012 годов входила в состав Кокоревского сельского поселения, в 2012-2020 годов входила в состав Михеевского сельского поселения до упразднения последнего.

## Население
Постоянное население составляло 49 человек (мари 73%) в 2002 году, 25 в 2010.